# Coina (stacja kolejowa)
Coina (port: Estação Ferroviária de Coina) – stacja kolejowa w Coina (gmina Barreiro), w dystrykcie Setúbal, w Portugalii. Znajduje się na Linha do Sul. Jest obsługiwana przez pociągi prywatnego przewoźnika Fertagus.

## Historia
Stacja ta została otwarta 6 października 2004 r. w obecności ministra  robót publicznych, transportu i komunikacji, António Mexia.

## Linie kolejowe
- Linha do Sul